# Omphaletis petrodora
Omphaletis petrodora là một loài bướm đêm trong họ Noctuidae.